# Général Indigo
Albums de Pierpoljak
The Best of Pierpoljak
(2011)
Général Indigo est le neuvième album de Pierpoljak. Il est sorti en 2015.

## Pistes
1. Une épée suspendue 3 min 18 s
2. Pour moi c'est déjà légalisé 2 min 56 s
3. Puta Vida Loca 3 min 45 s
4. Keep On Dada 3 min 44 s
5. Papa du week-end 4 min 36 s
6. Amusons-nous 3 min 19 s
7. Un homme malheureux 3 min 08 s
8. Sérieux merdier 3 min 34 s
9. Le reflet dans le miroir 4 min 03 s
10. Rub A Dub Music 3 min 52 s
11. Je te tuerai 4 min 22 s
12. Automne à Paris 4 min 14 s

## Classements

### Classements hebdomadaire
| Classement (2015) | Meilleure position |
| ----------------- | ------------------ |
| France (SNEP)     | 80                 |